# Paulien van Deutekom

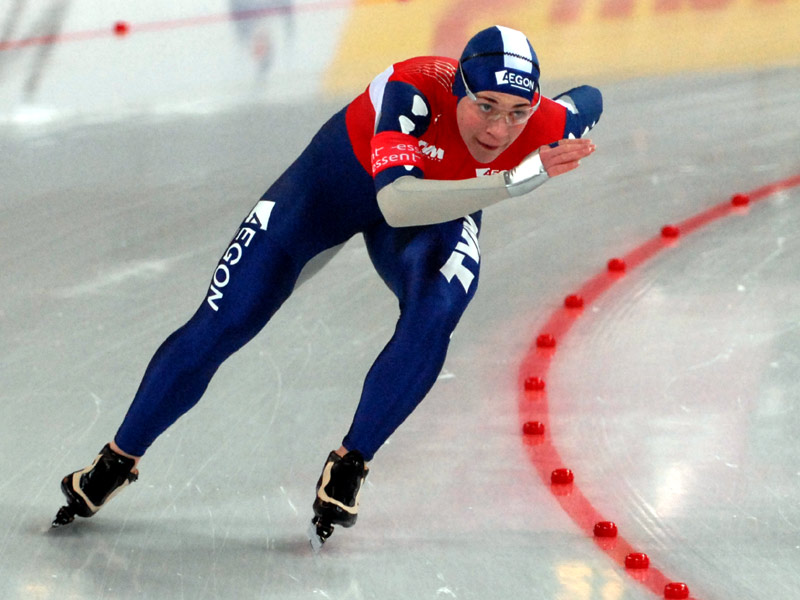
Paulien van Deutekom bei einem Weltcuprennen 2008 in Hamar

Paulien van Deutekom (* 4. Februar 1981 in Den Haag; † 2. Januar 2019) war eine niederländische Allround-Eisschnellläuferin.

## Leben
Paulien van Deutekom debütierte im November 2005 im Weltcup. Ihre beste Platzierung war ein dritter Platz über 500 m im Januar 2006. Ebenfalls als großer Erfolg muss der sechste Platz im Gesamtweltcup über die 1500-Meter-Strecke in ihrer ersten Saison betrachtet werden. Bei den Olympischen Winterspielen 2006 in Turin startete sie über die 1500 m und belegte einen 13. Platz. Bei der Mehrkampfeuropameisterschaft 2008 gewann sie hinter ihrer Landsfrau Ireen Wüst die Silbermedaille. 2008 belegte sie bei der Sprintweltmeisterschaft 2008 in Heerenveen den zwölften Platz. Bei der Einzelstrecken-WM 2007 holte sie Silber mit der Staffel, auf der Distanz von 1500 m wurde sie Fünfte und die 3000 m beendete sie als Sechste.
Van Deutekom wurde 2008 in Berlin Weltmeisterin im Eisschnelllauf-Mehrkampf und erreichte damit das bis dahin beste Ergebnis in ihrer Karriere. Bei der Einzelstrecken-WM in Nagano gewann van Deutekom drei Medaillen: Im Teamlauf mit Renate Groenewold und Ireen Wüst Gold und über 1500 m sowie 3000 m jeweils die Silbermedaille. Über 1000 m erreichte sie Platz fünf, über 5000 m wurde sie Sechste.
Sie beendete 2012 ihre sportliche Karriere, weil sie seit einer längeren Zeit nicht mehr die gewünschte Leistung erbrachte.
Paulien van Deutekom starb am 2. Januar 2019 an Lungenkrebs. Sie hinterließ ihren Ehemann und eine einjährige Tochter.